# Friedrich Hirth (Sinologe)

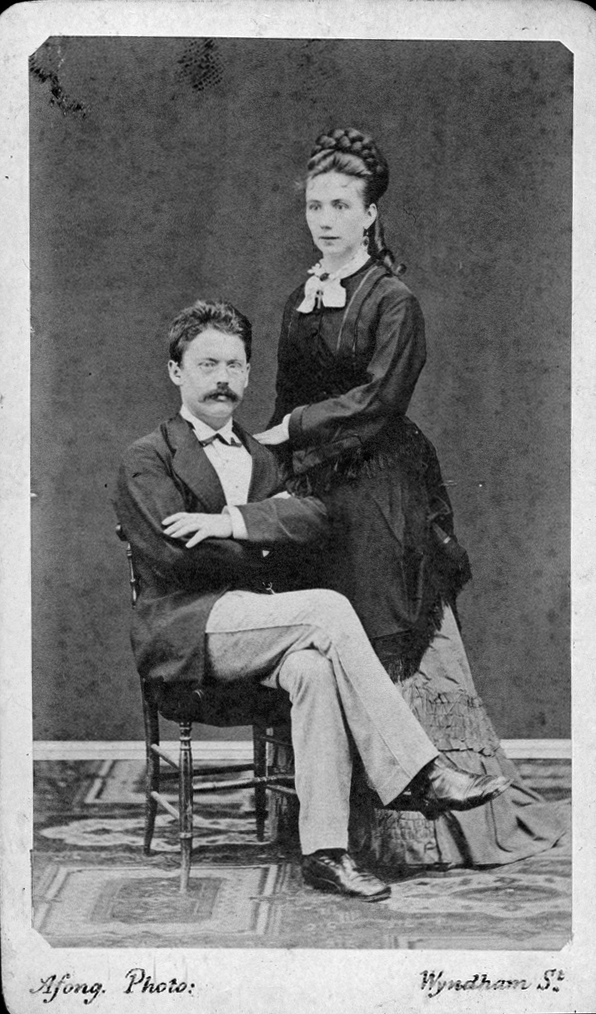
Friedrich Hirth und seine Ehefrau

Friedrich Hirth

Friedrich Hirth (* 16. April 1845 in Gräfentonna, Sachsen-Gotha; † 10. Januar 1927 in München) war ein deutsch-amerikanischer Sinologe und Historiker.

## Leben
Er studierte in Leipzig, Berlin und Greifswald (Dissertation 1869). Von 1870 bis 1897 stand er in Diensten des chinesischen Seezolls. 1902 wurde er auf den neu gegründeten Lehrstuhl für Chinesisch der Columbia University in New York City berufen, behielt aber die deutsche Staatsbürgerschaft. 1898 wurde er als korrespondierendes Mitglied in die Russische Akademie der Wissenschaften in Sankt Petersburg aufgenommen.
Der Maler Rudolf Hirth du Frênes und der Schriftsteller Georg Hirth waren seine Brüder.
Der Großteil der Sammlung Hirth der Staatsbibliothek zu Berlin – Preußischer Kulturbesitz
befindet sich in Krakau.
Sein einer Sohn, Herbert (1873–1901), wurde später Kunsthistoriker, der andere, Waldemar (1884–1963), wurde später Konteradmiral.

## Schriften
- China and the Roman Orient: Researches into their Ancient and Medieval Relations as represented in old Chinese Records. 1885.
- Ancient Porcelain: A Study in Chinese Mediœval Industry and Trade. 1888.
- Text-Book of Documentary Chinese. 2 Bände. 1885–1888.
- Chinesische Studien. Band 1. 1890.
- Die Länder des Islam nach Chinesischen Quellen. 1895.
- Ueber fremde Einflüsse in der chinesischen Kunst. 1896.
- China im Zeichen des Fortschrittes. Sonderabdruck aus: Deutsche Monatsschrift für das gesamte Leben der Gegenwart. Duncker, Berlin 1902, S. 511–535.
- Chinesische Ansichten über Bronzetrommeln. (MSOS. I,7). Harrassowitz, Leipzig 1904.
- Scraps from a Collector's Note-book, Being Notes on Some Chinese Painters of the Present Dynasty, with Appendices on Some Old Masters and Art Historians. 1905.
- Syllabary of Chinese sounds. 1907.
- The Ancient History of China. 1908.
- Mr. Kingsmill and the Hiung-nu. Sonderabdruck aus: JAOS. 30, 1. Harrassowitz, Leipzig 1910, S. 32–45.
- mit William Woodville Rockhill: Chau Ju-kua: His work on the Chinese and Arab trade in the 12th and 13th centuries, entitled Chu-fan-chi. Erstveröffentlichung: St. Petersburg 1911; Reprint: Ch'eng-wen Publishing, Taipeh 1967. Reprint: 1977.
- The Story of Chang K'ien, China's Pioneer in Western Asia: Text and Translation of Chapter 123 of Ssi-Ma Ts'ien's Shi-Ki. 1917.
- Native Sources for the History of Chinese Pictorial Art. 1917.
- The Ancient History of China. To the End of the Chou Dynasty. 1923.
- Über ein chinesisches Konversations-Lexikon. In: Zs. f. Bücherfreunde. 9.